# Erik Leth
Erik Alexander Leth (født 26. marts 1923, død 24. september 2000) var en dansk sangskriver, der skrev tekst til en stribe populære sange fra midten af 1900-tallet. Han skrev undertiden under pseudonymet Finn Martin.

## Karriere
Erik Leth fik som ung en kontorelevuddannelse og arbejdede efterfølgende i mange år i sin mors skotøjshandel. Men allerede i 1941 fik han sin første sangtekst optaget i Apollorevyen, og snart var han en etableret figur i musikmiljøet. Han skrev flere populære sange sammen med komponisten Sven Gyldmark, blandt andet "Er du dus med himlens fugle" (en af 12 udvalgte evergreens i Kulturkanonen), "Susanne, Birgitte og Hanne" og "Når en sailor går i land", Osvald Helmuth-træfferne "Det er ikke til at se, hvad der er opad eller nedad" og "Det er med at finde en grimasse, der kan passe" samt "Skal vi klippe vore julehjerter sammen".
Han skrev tekster direkte til pladeindspilninger, film og revyer gennem et langt liv og havde så sent som i Cirkusrevyen 1995 med sangen "Dumme kælling" om Ritt Bjerregaard fremført af Ditte Hansen.